# Барнс, Маргарет Айер
Маргарет Айер Барнс (8 апреля 1886 или 16 июня 1886, Чикаго, Иллинойс — 25 октября 1967, Кембридж, Массачусетс) — американский драматург, романист и автор коротких рассказов, наиболее известная благодаря роману «Годы милосердия» (1930), удостоенному Пулитцеровской премии.

## Биография
Маргарет Айер родилась в Чикаго, штат Иллинойс, и была младшей из четырёх братьев и сестёр . В детстве она проявляла большой интерес к театру и чтению. Она подружилась с Эдвардом Шелдоном, драматургом, который много лет спустя побудил её стать писательницей.
В 1907 году Айер окончила колледж Брин-Мор со степенью бакалавра. В 1936 году получила почётную степень доктора литературы в Оглторпском университете. В 1910 году вышла замуж за Сесила Барнса, в семье родилось трое сыновей.
В 1920 году Барнс была избрана директором по делам выпускников Брин-Мора и проработала на этом посту три года. На посту директора она помогла организовать Летнюю школу Брин-Мора для женщин, работающих в промышленности, которая предлагала альтернативную образовательную программу для работающих женщин в рамках традиционного учебного заведения. Летняя программа состояла в основном из молодых одиноких женщин-иммигранток, не имеющих практически никакого академического образования, и предлагала курсы по прогрессивному образованию, гуманитарным наукам и экономике. Женщин, участвующих в программе, поощряли развивать уверенность в себе в качестве ораторов, писателей и лидеров на рабочем месте.
В 1926 году, в возрасте 40 лет, в дорожной аварии Барнс повредила позвоночник. С подачи друга и драматурга Эдварда Шелдона она занялась писательством, чтобы как-то себя занять. В период с 1926 по 1930 год она написала несколько рассказов — все они были опубликованы в журналах и позже собраны в сборнике под названием «Преобладающие ветры» — и три пьесы.
Её первая пьеса, адаптация романа Эдит Уортон «Эпоха невинности» 1920 года, была куплена Кэтрин Корнелл в 1928 году. Гилберт Миллер поставил ее на Бродвее с мужем Корнелл Гатри Макклинтиком в качестве режиссера; пьеса шла 207 представлений. Затем Корнелл снялась в бродвейской постановке пьесы Dishonored Lady (1930), которую Барнс написала вместе с Шелдоном по мотивам знаменитого дела Мадлен Смит. Это была популярная мелодрама, которая шла на Бродвее 16 недель, после чего последовали длительные гастроли.
Пьеса Барнс «Дженни» 1929 года также была написана в сотрудничестве с Шелдоном. Комедия была поставлена на Бродвее с Джейн Каул в главной роли.
В 1931 году Барнс получила Пулитцеровскую премию за свой первый роман «Годы милосердия».
В иске 1936 года против кинокомпании Metro-Goldwyn-Mayer за нарушение авторских прав утверждалось, что сценарий, использованный MGM для фильма «Летти Линтон» (1932), был плагиат материала из пьесы Dishonored Lady Эдварда Шелдона и Барнс. Из-за этого иска фильм до сих пор недоступен.

### Личная жизнь
Барнс была женой известного чикагского адвоката Сесила Барнса, в браке с которым у неё было трое сыновей, включая известного архитектора Эдварда Ларраби Барнса. Её старшей сестрой была суфражистка и писательница Джанет Айер Фэйрбэнк; ее племянница Джанет Фэйрбэнк была известной оперной певицей. Барнс умерла 25 октября 1967 года в возрасте 81 года, в своём доме в Кембридже, штат Массачусетс.